# Zeche Minister Stein
Die Zeche Minister Stein war ein Steinkohlen-Bergwerk in Eving, einem Stadtteil im Norden von Dortmund.

## Geschichte
Die Zeche wurde 1856 von den Investoren Theodor Sprenger, Kaufmann in Essen, und Heinrich Grimberg, Gastwirt in Bochum, gegründet. Den Namen des preußischen Ministers und bedeutenden Reformers Karl Freiherr vom Stein trug sie seit dem 4. April 1871.
Nach der Fertigstellung eines Malakow-Turms und der übrigen Tagesanlagen wurde bereits 1878 eine jährliche Förderung von über 100.000 Tonnen erreicht. In der Gründerkrise 1873/1874 erwarb ein Konsortium unter Führung von Friedrich Grillo, der auch Besitzer der benachbarten Zeche Fürst Hardenberg war, das Bergwerk. Beide Zechen fusionierten zur Vereinigte Stein & Hardenberg und neuer Eigner wurde die Gelsenkirchener Bergwerks-AG.
Zwischen 1923 und 1926 wurde Minister Stein zur Großschachtanlage mit mittlerweile vier Schächten ausgebaut. 1926 wurde über Schacht 4  ein Hammerkopf-Förderturm aufgestellt. Es war der erste für zwei gleichberechtigte Förderungen ausgelegte stählerne Förderturm in Deutschland.

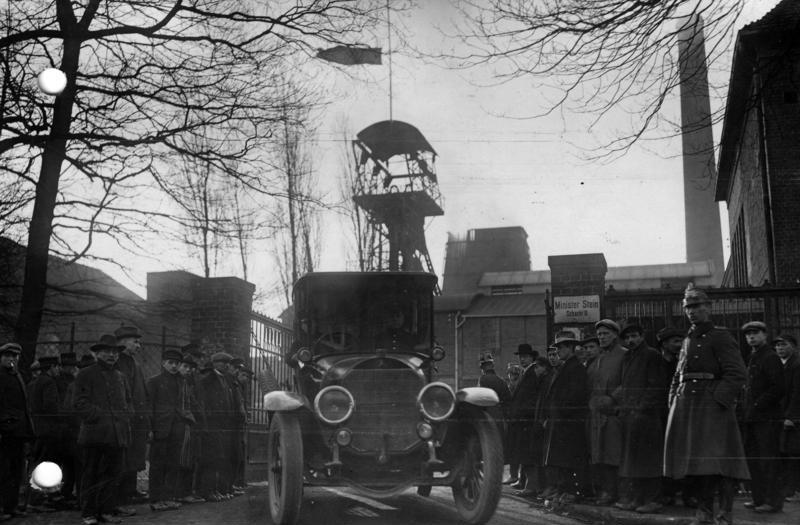
Krankenwagen vor der Zeche

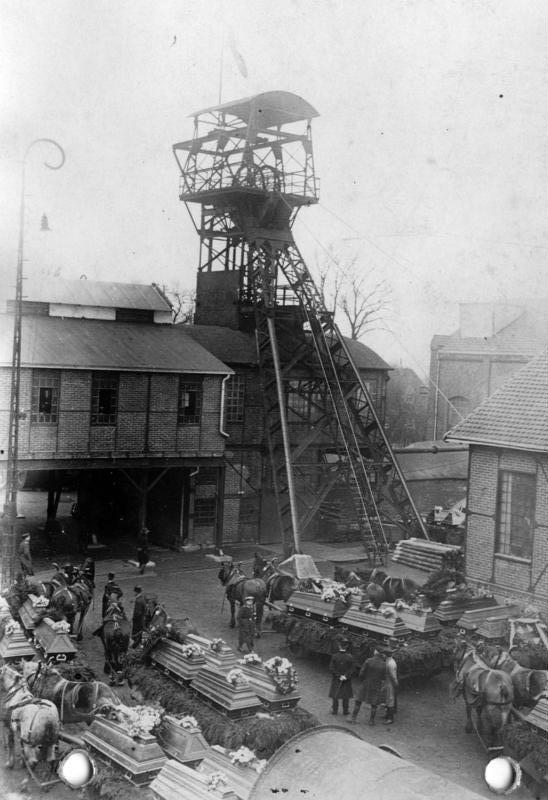
Beisetzung der 130 Bergleute

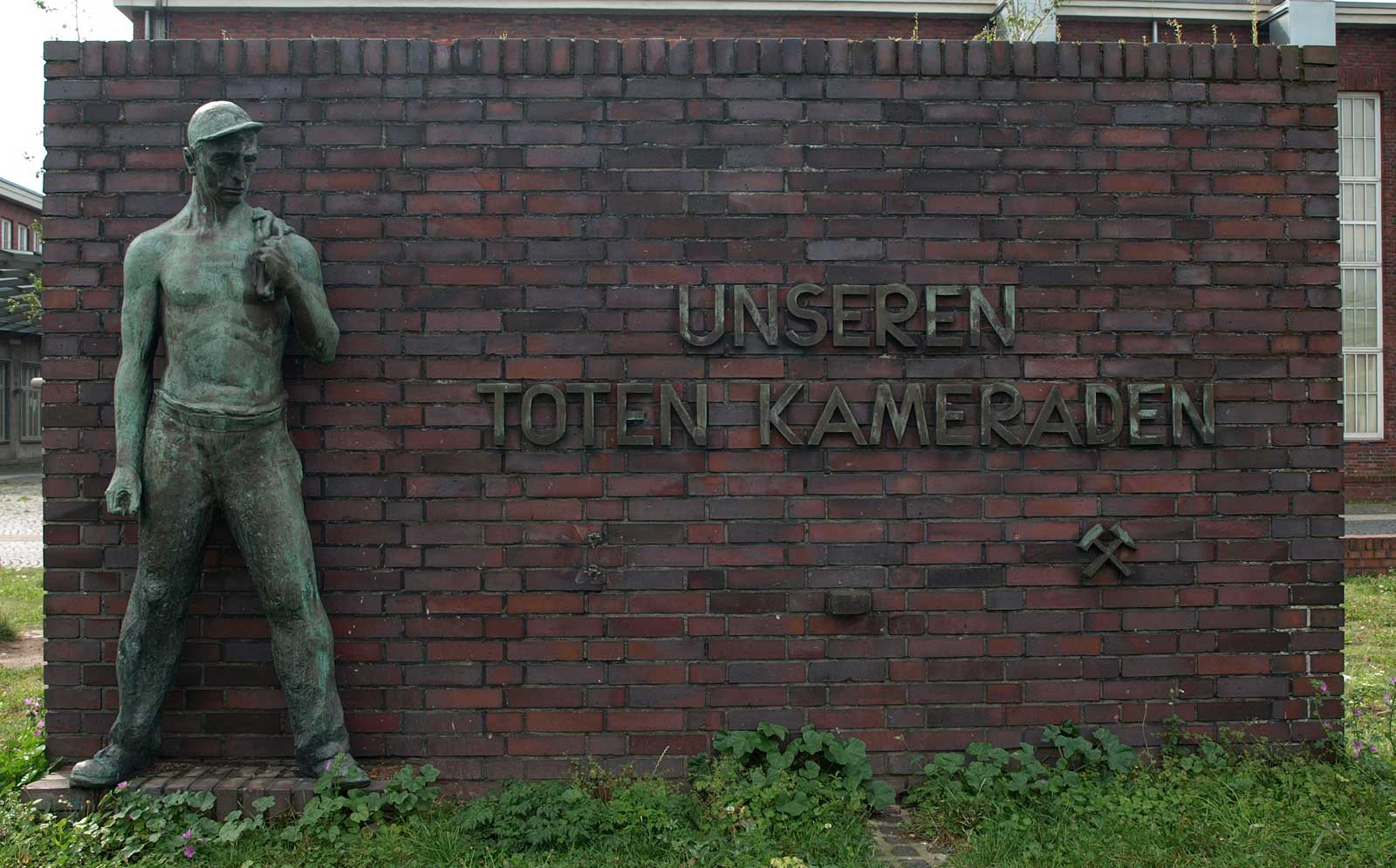
Denkmal für Bergarbeiter

Am 11. Februar 1925 kamen bei einer Schlagwetterexplosion 136 Bergleute ums Leben, 8 Arbeiter überlebten das Unglück. Zum Gedenken der verunglückten Bergmänner wurde 1927 auf dem Nordfriedhof ein Denkmal errichtet, das der Dortmunder Bildhauer Friedrich Bagdons gestaltete.
1929 erzielte die Grube mit über 1,6 Millionen Jahrestonnen ihre bis dahin höchste Fördermenge. Nach Inbetriebnahme von Schacht 6 im Jahr 1941 stieg Minister Stein mit einer Förderung von 3,67 Millionen Tonnen und 6820 Beschäftigten zur größten Zeche im Ruhrgebiet auf. Im Zweiten Weltkrieg wurde die Zeche durch mehrere Bombenangriffe schwer beschädigt. 1945 wurden die Schachtanlagen Minister Stein und Fürst Hardenberg getrennt. Die Produktion auf Minister Stein konnte erst im Herbst 1946 wieder aufgenommen werden. Nach der Liquidation der Gelsenkirchener Bergwerks-AG kam die Zeche 1953 zur neu gegründeten Dortmunder Bergbau AG, die später Teil der Ruhrkohle AG wurde.
1958 wurde der Förderschacht 7 in Betrieb genommen, der eine Endteufe von 730 Meter aufwies. Ein Jahr später wurde die Zeche Fürst Hardenberg angeschlossen. Die Förderraten in den Nachkriegsjahren lagen zwischen 2 und 2,7 Mio. t/Jahr. Bei der bundesweiten Welle wilder Streiks im September 1969 waren Minister Stein und Fürst Hardenberg die ersten streikenden Zechen im Ruhrbergbau.
An die kommunistischen Traditionen der Weimarer Zeit versuchten Ende der 60er und zu Beginn der 70er Jahre neben der DKP auch andere linksradikale Gruppen anzuknüpfen, die teils heftige Agitation gegen die Ruhrkohle AG, in die die Zeche eingegliedert wurde, und die in ihr mehr oder minder durch die Montanmitbestimmung eingebundene Industriegewerkschaft Bergbau und Energie sowie auch gegeneinander entfachten. Die Auseinandersetzungen sind teilweise detailliert online dokumentiert.
Vom Zechensterben des Ruhrgebiets waren die Schachtanlagen lange Zeit nur indirekt dadurch betroffen, dass verlagerte Kumpel aufgenommen wurden.
Anfang der 1980er Jahre plante man aufgrund der zur Neige gehenden Kohlevorräte, eine neue, achte Sohle aufzufahren, da man in den Flözen Hugo/Robert und Wilhelm noch umfangreiche Kohlenvorräte vermutete. Die umfangreichen Explorationsarbeiten ergaben jedoch, dass großräumige geologische Störungen einen dort geplanten Abbau unrentabel machen würden. Die noch vorhandenen Kohlevorräte der Zeche schrumpften dadurch erheblich.
1985 drangen auf Minister Stein Schacht 6 große Mengen Wasser aus dem Deckgebirge in das Grubengebäude ein. Die Zuflüsse waren so extrem, dass die installierte Pumpenkapazität zeitweise überschritten wurde. Schließlich bekam man dieses Problem doch noch in den Griff.
Die letzte Kohle wurde auf Minister Stein 1987 gefördert, dann wurde das Bergwerk stillgelegt. Minister Stein war damit die letzte fördernde Dortmunder Zeche. Auf dem ehemaligen Gelände der traditionsreichen Zeche im Herzen von Eving erinnert heute vor allem der grundsanierte Hammerkopfturm als Landmarke der Neuen Mitte Evings an ihre lange Geschichte. Er ist als Baudenkmal in die Denkmalliste der Stadt Dortmund eingetragen.
Eine geplante Umwandlung der Zeche Minister Stein nach der Stilllegung zu einer Untertage-Mülldeponie wurde aufgrund umfangreicher Proteste der Bevölkerung nicht realisiert.

## Bilder

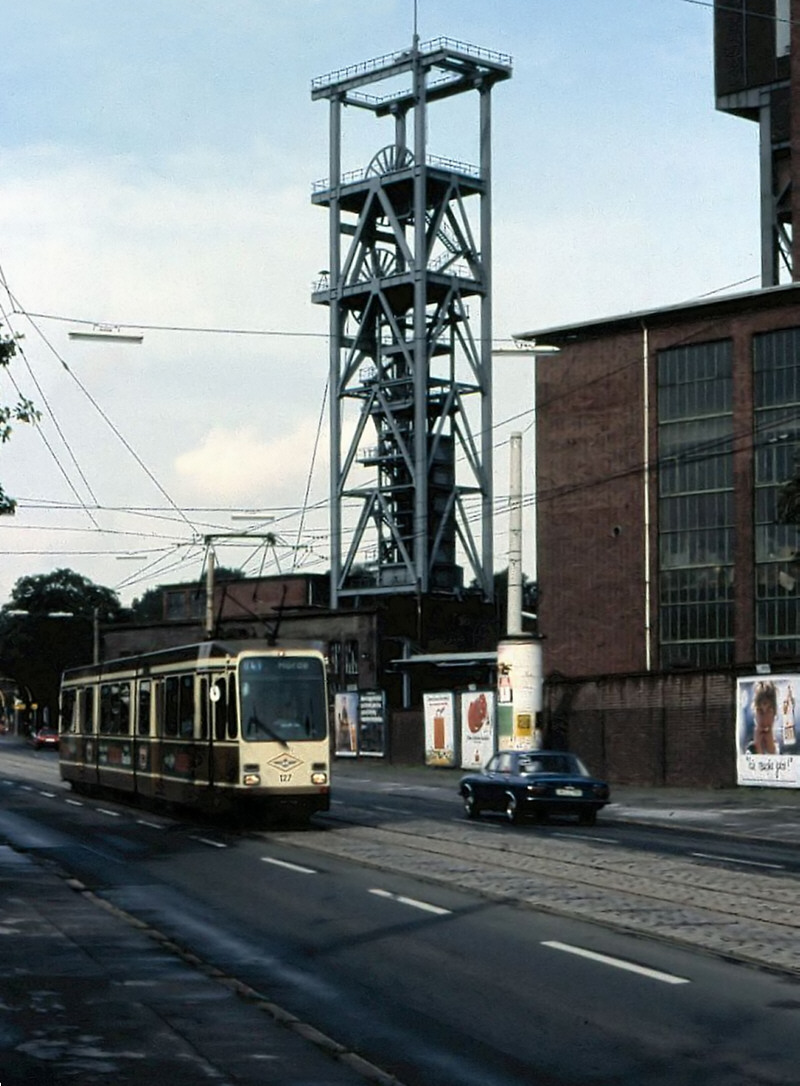
Minister Stein Schacht 7 in den 1980er Jahren (abgerissen)
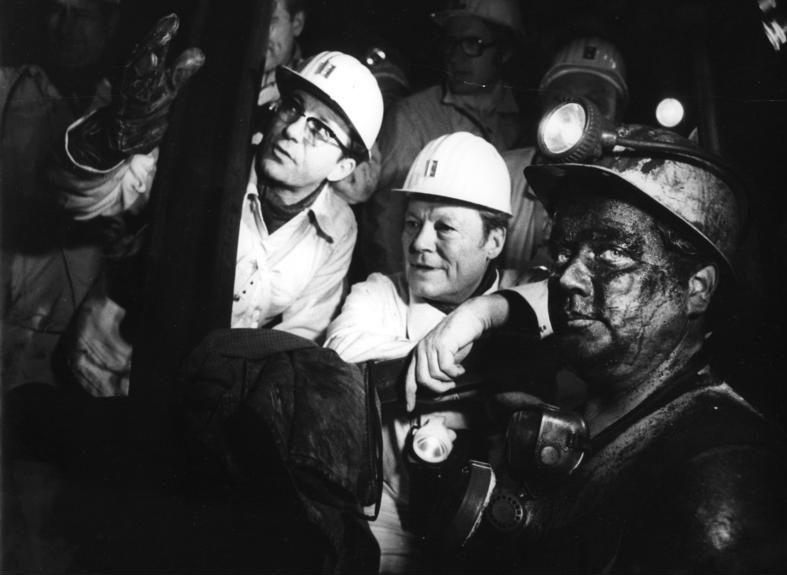
1974: Bundeskanzler Willy Brandt unter Tage auf Minister Stein
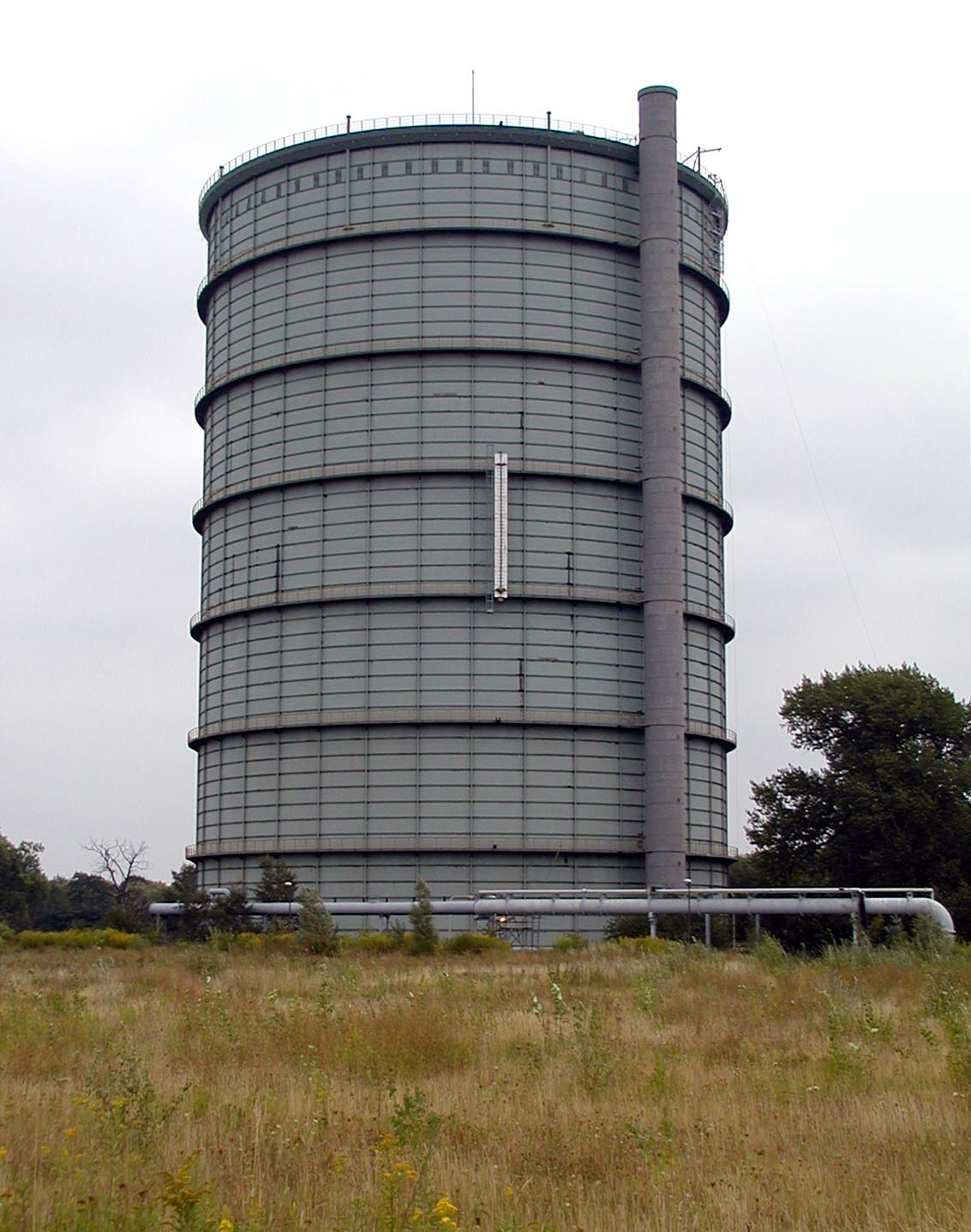
Gasometer, 2003 gesprengt
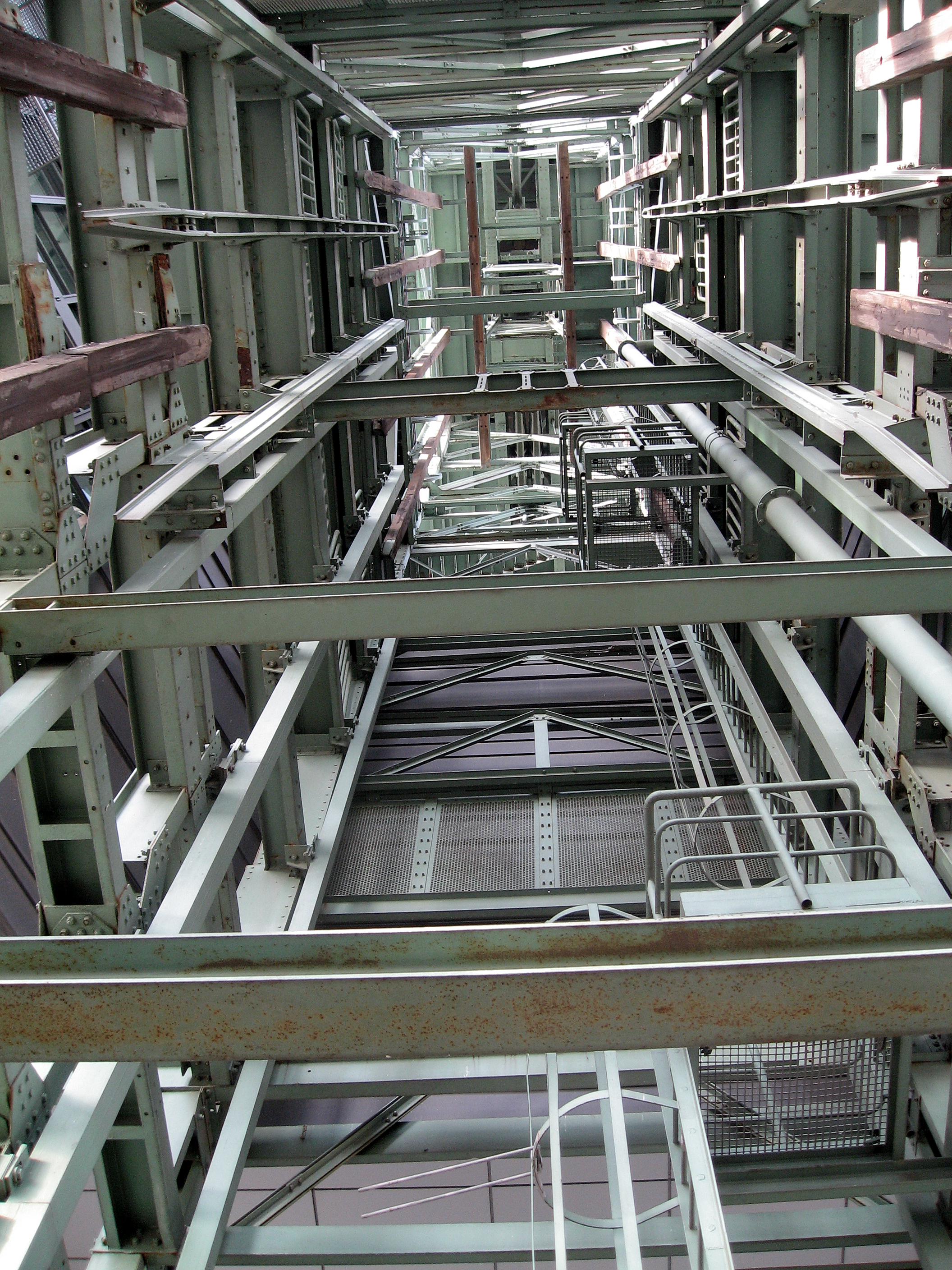
Förderturm von unten
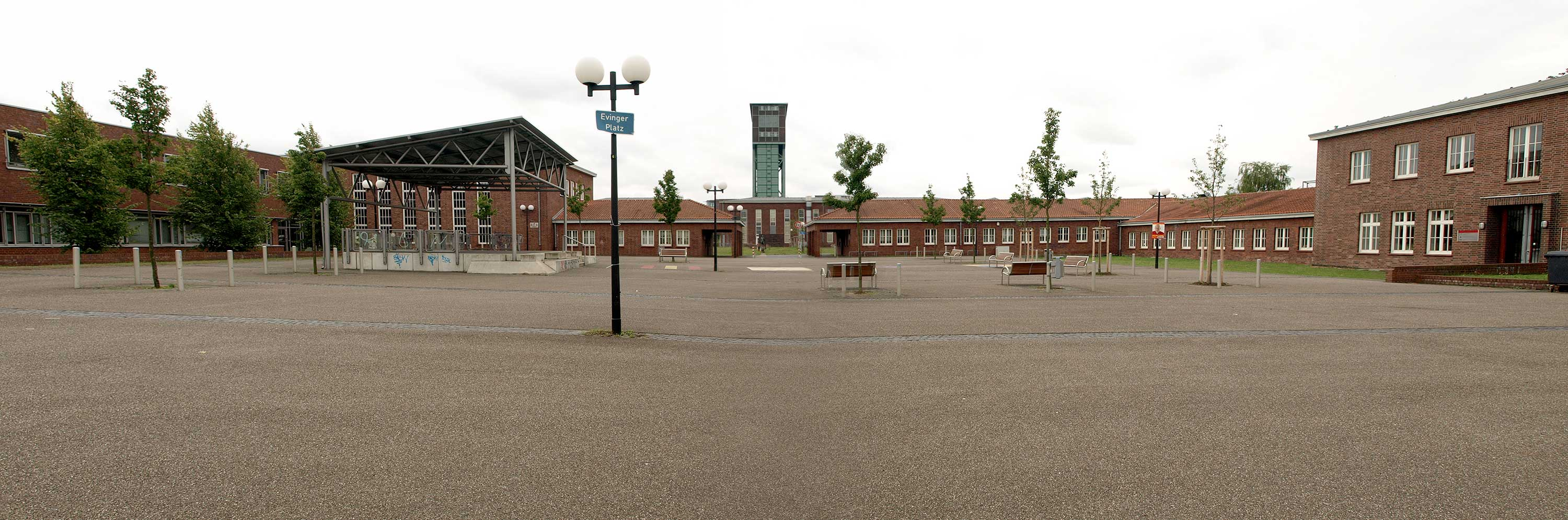
Evinger Platz im Jahre 2009
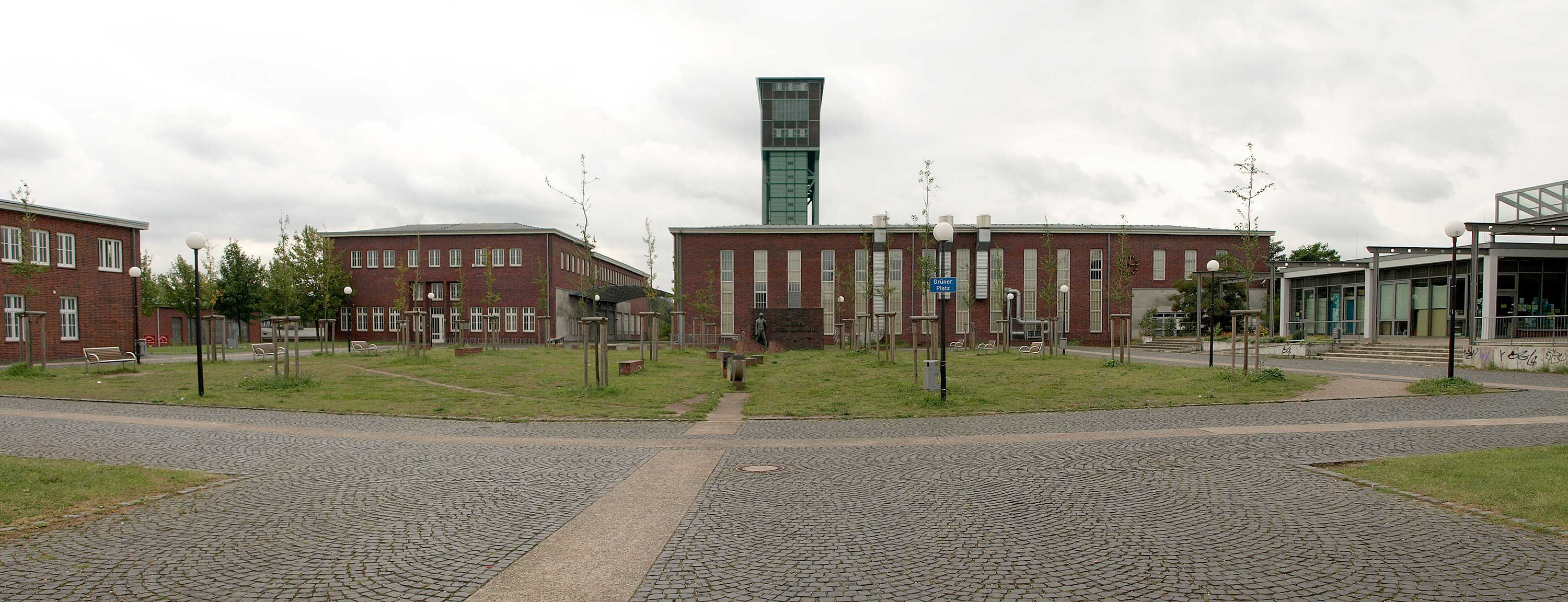
Grüner Platz im Jahre 2009